# Княжество Кастриоти
Княжество Кастриоти (1389—1444) — одно из самых влиятельных княжеств в средневековой Албании. Было создано Гьоном Кастриоти и возвысилось под руководством его сына Георгия Кастриоти (Скандербега), национального героя Албании.

## Создание
Первоначально Гьон Кастриоти был владельцем двух деревень в окрестностях города Дебар. В короткое время он расширил свои владения, подчинил своей власти область Мати и стал одним из крупных феодалов Центральной Албании.
Гьон Кастриоти был женат на Войсаве Трипальде, от брака с которой он имел пять дочерей (Мара, Елена, Ангелина, Влайка, Мамица) и четырех сыновей (Репош, Станиша, Константин и Георгий).
Гьон Кастриоти был среди тех албанских феодалов, которые выступали против агрессии со стороны османских султанов, но его сопротивление было неэффективным. Гьон Кастриоти поднял восстание против турок, но потерпел поражение и лишился части своих владений. Он вынужден был признать себя вассалом султана и обязался платить дань. Его сыновья, в том числе будущий Скандербег, были отправлены ко двору султана в качестве заложников. Георгий Кастриоти перешел в ислам, учился в военной школе в Эдирне и участвовал в многочисленных военных кампаниях Османской империи. За его военные победы турки дали ему прозвище «Скандербег», сравнивая его с Александром Македонским.

## Приход к властиСкандербега
Георгий Кастриоти (Скандербег) стал одним из крупных османских военачальников. Он участвовал в военных походах султана против греков, сербов и венгров. Некоторые источники сообщают, что он поддерживал тайные связи с Дубровником, Венецией, королём Венгрии Ласло V и королём Неаполя Альфонсом Великодушным. Султан Мурад II дал ему титул «вали» в албанской области Дибра. 28 ноября 1443 года после поражения турецкой армии под Нишем в Сербии Скандербег вместе с отрядом албанцев (300 чел.) бежал из османских владений на родину. Он захватил крепость Крую, отрекся от ислама и объявил себя главой княжества Кастриоти. Скандербег заключил союз с другим могущественным албанским феодалом Георгием Арианити и женился на его дочери Донике.

## Лежская лига
После взятия Круи Скандербег организовал съезд албанских князей в приморском городе Лежи, принадлежавшем Венецианской республике. На съезд прибыли Лека Захария и вассалы Пал и Николай Дукаджини, Пётр Спани, Лека Душмани, Георгий Стреши, Иван и Гойко Балшичи, Андрей Топия и его племянник Тануш, Георгий Арианити, Теодор Корона Музаки, Стефан Черноевич с тремя сыновьями: Иваном, Андреем и Божидаром.
2 марта 1444 года албанские феодалы создали так называемую Лежскую лигу, военно-политический союз, направленный, главным образом, против Османской империи. Скандербег был избран главой и главнокомандующим войсками лиги. Каждый из участников лиги должен был предоставлять под командование Скандербега определенное количество воинов и денежные средства. Скандербег, используя горные неприступные крепости и тактику партизанской войны, длительное время успешно отражал нападения турок-османов.